# Rhytisma fulvum
Rhytisma fulvum is een zachte koraalsoort uit de familie Alcyoniidae. De koraalsoort komt uit het geslacht Rhytisma. Rhytisma fulvum werd in 1775 voor het eerst wetenschappelijk beschreven door Forskål. 